# 이인철 (배우)
이인철(1951년 7월 8일~)은 대한민국의 배우이자 연극인이다.
1974년 연극배우 첫 데뷔했으며 1979년 TBC 동양방송 특채 연기자 정식 데뷔하였다.

## 출연

### 드라마
- 1989년 KBS2 대하드라마 《무풍지대》 - 김영삼 역
- 1992년 KBS1 특집드라마 《모짜르트가 된 청소부》
- 1994년 MBC 《경찰청 사람들》 : 반장님의 월동준비 - 안명기 역
- 1995년 MBC 《경찰청 사람들》 : 남태평양에 부는바람 - 최달수 역
- 1998년 SBS 대하드라마 《삼김시대》 - 이기붕 역
- 2000년 KBS2 수목드라마 《소설 목민심서》
- 2002년 SBS 대하드라마 《야인시대》 - 이기붕 역
- 2006년 KBS 대하드라마 《대조영》 - 사비류 역
- 2007년 MBC 수목 미니시리즈 《고맙습니다》 - 고필두 역
- 2007년 KBS2 《얼렁뚱땅 흥신소》
- 2007년 KBS2 《못말리는 결혼》 - 총지배인 역
- 2007년 MBC 《하얀거탑》
- 2009년 KBS2 월화드라마 《전설의 고향》 - 김 내관 역
- 2011년 KBS2《영도다리를 건너다》
- 2013년 KBS2《직장의 신》 - 박본좌 역
- 2017년 OCN《구해줘》 - 축사노인 역

### 영화
- 1979년 《꽃순이를 아시나요》
- 1987년 《바람부는 날에는 꽃이 피고》
- 1992년 《미스터 맘마》... 상무 역
- 1996년 《내일로 흐르는 강》... 승걸 역
- 1996년 《박봉곤 가출 사건》... 지배인 역
- 1997년 《쁘아종》... 붕어 역
- 1997년 《3인조》... 밴드 마스터 역
- 1997년 《아버지》... 김 계장 역
- 1997년 《베이비 세일》... 김 부장 역
- 1998년 《죽이는 이야기》... 김씨 역
- 1998년 《실락원》
- 1998년 《내 마음의 풍금》... 양동주 역
- 1998년 《처녀들의 저녁식사》... 호텔 지배인 역
- 2000년 《신혼여행》... 조만동 역
- 2000년 《시월애》... 복덕방 아저씨 역
- 2001년 《선물》... 곽형민 역
- 2002년 《굳세어라 금순아》... 포장마차 주인 남 역
- 2003년 《바람난 가족》... 박판규 역
- 2005년 《초승달과 밤배》... 약장수 역
- 2006년 《연리지》... 수위 역
- 2006년 《가족의 탄생》... 동동구리무 역
- 2008년 《추격자》... 지구대장 역
- 2019년 《귀신의 향기》... 동석 부 역

## 경력
- 한국연극협회 소속